# Centrum Sztuki Wro
Centrum Sztuki WRO (WRO Art Center) – działająca od 2008 roku we Wrocławiu instytucja zorientowana na prezentację zjawisk z zakresu sztuki współczesnej, nowych mediów i eksperymentu technologicznego. Centrum Sztuki WRO powstało w oparciu o doświadczenia i projekty zespołu Fundacji WRO Centrum Sztuki Mediów, która od 1989 roku organizuje Międzynarodowe Biennale Sztuki Mediów WRO. Centrum funkcjonuje w ramach mecenatu Samorządu Wrocławia.

## Historia
W 1988 roku z inicjatywy Violetty Kutlubasis-Krajewskiej, Piotra Krajewskiego i Zbigniewa Kupisza powstała niezależna formacja Open Studio/WRO, która w 1997 roku została przekształcona się w Fundację WRO Centrum Sztuki Mediów. 19 stycznia 2005 roku Fundacja uzyskała status Organizacji Pożytku Publicznego (OPP).

## Siedziba
Siedziba Centrum Sztuki WRO przy ul. Widok 7 we Wrocławiu mieści się w odrestaurowanych przestrzeniach dawnej palarni kawy Otto Stieblera, gdzie wcześniej, przed 1900 rokiem, znajdowała się też słodownia Siehdichfür.

## Działalność
Centrum Sztuki WRO nastawione jest na promocję sztuki wizualnej, multimedialnej, performances i ogólno pojętej sztuki nowych mediów. Oprócz bogatego programu kuratorskiego i edukacyjnego, prowadzi działalność skupiającą się na eksperymencie technologicznym oraz propagowaniu sztuki najnowszej. Centrum Sztuki WRO regularnie prezentuje wystawy, koncerty, projekcje filmów, jak i wykłady oraz przygotowuje warsztaty i publikacje ukazujące współczesną praktykę artystyczną w kontekście rozwoju narzędzi i procesów komunikacji. Warto dodać, że przemiany zachodzące w sztuce i kulturze współczesnej oraz ich związki ze sferą audiowizualności, stanowią jeden z problemów badawczych przestrzeni eksperymentalnej CS WRO – Laboratorium Mediów. Za pomocą przestrzeni LAB (Laboratorium Mediów), której działalność opiera się głównie na poszukiwaniu nowych koncepcji rozwiązań technologicznych, jak i opracowywaniu autorskich systemów rozwiązań realizacji wystaw aktualnych, CENTRUM poszerza drogę rozwoju mediów cyfrowych. Celem programu Centrum jest wspieranie działalności artystycznej i edukacyjnej oraz inicjowanie międzynarodowej wymiany kulturalnej i intelektualnej, m.in. poprzez udostępnienie i rozbudowę kolekcji WRO, międzynarodową współpracę z renomowanymi instytucjami sztuki i galeriami oraz program pobytów rezydencjalnych dla artystów i kuratorów.

## Wystawy indywidualne
- Mirosław Bałka
- Gábor Bódy
- Piotr Bosacki
- Robert Cahen
- Tomasz Domański
- Jaś Domicz
- Andrzej Dudek-Dürer
- Izabella Gustowska
- Paweł Janicki↵Piotr Jaros
- Wolf Kahlen
- Jarosław Kapuściński
- Małgorzata Kazimierczak
- Leszek Knaflewski
- Igor Krenz
- Norman McLaren
- Nam June Paik
- Andrzej Paluchiewicz
- Abraham Ravett
- Józef Robakowski
- Niklas Roy
- Zbigniew Rybczyński
- Tibor Semző
- Lech Twardowski
- Witkacy (Stanisław Ignacy Witkiewicz)
- Marek Wasilewski
- Piotr Wyrzykowski (Peter Style)
- Noriko Yamaguchi
- Edward Zajec

### Wybrane wystawy i projekty zespołowe
- Interaktywny plac zabaw – nowoczesna wystawa dla najmłodszej publiczności, złożona z interaktywnych instalacji medialnych. Projekt jest pionierski zarówno od strony technologicznej, jak i ze względu na sposób odbioru – interakcję z publicznością. Zestaw instalacji, ciągle rozwijany i wzbogacany o nowe komponenty, oferuje porywające doświadczenie i pozwala widzom poprzez zabawę generować obrazy i dźwięki na wielkoformatowych ekranach w czasie rzeczywistym.
- Galeria Art Brut
- Krótka historia instalacji wideo
- Spojrzenia
- Transitland
- Where Is Chopin?

## Czytelnia mediów
Czytelnia Mediów obejmuje prace polskiej i międzynarodowej sztuki mediów od lat 70. XX wieku do współczesności: od wideo artu, poprzez zapisy i dokumentację audiowizualnych performances, multimedialnych obiektów, instalacji interaktywnych, po projekty sieciowe. Stale uzupełniane, gromadzone od 1989 roku zbiory zawierają ponadto: wypowiedzi artystów i teoretyków, materiały zarejestrowane podczas konferencji i wydarzeń artystycznych oraz programy kuratorskie. Materiały archiwalne realizowane i zapisywane a różnorodnych nośnikach analogowych i cyfrowych, są obecnie opracowywane i przenoszone w najlepszej dostępnej jakości do centralnego repozytorium, dostępnego poprzez terminale komputerowe Czytelni. System katalogowania zasobów i udostępniania danych jest oryginalnym rozwiązaniem Centrum Sztuki WRO, powstałym w oparciu o doświadczenia międzynarodowych instytucji upowszechniania sztuki.

## Realizowane projekty
- Przedszkole mediów – opracowana przez Centrum Sztuki WRO koncepcja edukacyjnych warsztatów, pokazów, wystaw i innych form aktywnego uczestnictwa w kulturze, przeznaczonych dla dzieci, pedagogów i rodziców. Projekt ma na celu przybliżenie zagadnień współczesnej sztuki, mediów i technologii komunikacji poprzez zabawę i różnego rodzaju zajęcia warsztatowe, przygotowywane we współpracy z artystami i prowadzone przez artystów, kuratorów i pedagogów. Dzieci uczestniczące w wydarzeniach składających się na „Przedszkole mediów” będą mogły poznać zarówno klasyczne zasady i pojęcia plastyki (np. perspektywa, kolor, faktura), jak i różnorodne aspekty wykorzystania technik medialnych w sztuce współczesnej (np. edycja obrazu i dźwięku, interakcja, generowanie wydarzeń w czasie rzeczywistym). Zabawa z formą, światłem i kolorem, wykorzystanie tradycyjnych środków twórczej ekspresji i nowoczesnych technologii medialnych, ma na celu kształtowanie wyobraźni, krytycznych, otwartych postaw i różnorodnych form interakcji. Istotnym celem projektu jest wykształcenie umiejętności współpracy wewnątrz grupy. Jedną z funkcji współczesnych mediów jest niwelowanie dystansu, zarówno w wymiarze geograficznym, jak i kulturowym. Ten aspekt będzie realizowany poprzez docelowe utworzenie sieci stałej współpracy i działań on-line z podobnymi ośrodkami za granicą, co umożliwi rozwój umiejętności komunikacji międzykulturowej oraz praktyczne wykorzystanie języków obcych. Program „Przedszkola mediów” jest kierowany do dzieci w wieku przedszkolnym i uczniów najmłodszych klas szkół podstawowych (1-3), a także dla dzieci i młodzieży niepełnosprawnej i zagrożonej wykluczeniem społecznym, oraz do ich rodziców i wychowawców.

- Cykl wykładów „Sztuka to potęga” – prezentując różnorodne postawy i koncepcje, z jednej strony prowokuje zaproszonych artystów i teoretyków sztuki, z drugiej publiczność, do zmierzenia się i gry z tym pozornie banalnym, metaforycznym i, niekiedy, ironicznym hasłem, zaczerpniętym z tytułu jednej z najważniejszych prac Józefa Robakowskiego. Kolejni zapraszani do wykładów i prezentacji goście opowiadają o swojej twórczości, sztuce współczesnej i związanych z nią zjawiskach, uzupełniając wykład wybranymi realizacjami.

- Art-in-Residence – realizowany w ramach działalności Centrum Sztuki WRO program rezydencji artystycznych obejmuje pobyty artystów i kuratorów we Wrocławiu, koordynację pobytów artystów polskich w ośrodkach zagranicznych oraz wsparcie kuratorskie i technologiczne poszczególnych projektów. Laboratorium WRO dysponuje zapleczem technologicznym umożliwiającym artystom rozwijanie własnych pomysłów, a także korzystanie z wiedzy i doświadczenia WRO pozwalającego na koncepcyjne opracowanie i realizację zaawansowanych projektów, w tym opracowanie i implementację systemów interaktywnych oraz kreację, wykorzystanie i adaptację autorskich rozwiązań programistycznych. W zależności od swojego charakteru, realizowane projekty prezentowane są następnie w formie wystaw lub performances indywidualnych, wchodzą w skład wystaw zbiorowych, bądź opracowane w Centrum Sztuki WRO, stanowią komponenty bardziej zaawansowanych prac.

## Publikacje
- Widok. WRO Media Art Reader 1. Od kina absolutnego do filmu przyszłości. Materiały z historii eksperymentu w sztuce ruchomego obrazu, red. Violetta Kutlubasis-Krajewska i Piotr Krajewski, WRO Art Center, Wrocław 2009
- Widok. WRO Media Art Reader 2. Nam June Paik. Driving Media, red. Agnieszka Kubicka-Dzieduszycka, Krzysztof Dobrowolski, WRO Art Center, Wrocław 2009
- Od monumentu do marketu. Sztuka wideo i przestrzeń publiczna, pod red. Violetty Krajewskiej i Piotra Krajewskiego, WRO Art Center, Wrocław 2005
- Ukryta Dekada. Polska Sztuka Wideo 1985-1995